# سارريغ (شميل)
سارریغ (بالفارسية: سرریگ) هي قرية تقع في إيران في قسم شمیل الريفي. يقدر عدد سكانها بـ 102 نسمة بحسب إحصاء 2016.